# يان ريتشاردز (منافس ألعاب قوى)
يان ريتشاردز (بالإنجليزية: Ian Richards)‏ هو منافس ألعاب قوى بريطاني، ولد في 12 أبريل 1948.

## وصلات خارجية
- يان ريتشاردز على موقع أوليمبيديا (الإنجليزية)
- يان ريتشاردز على موقع اللجنة الأولمبية البريطانية (الإنجليزية)